# Maschera (commedia dell'arte)

Maschere della Commedia dell'arte

Maschera, nella Commedia dell'arte, sta a indicare i personaggi stilizzati che indossano, appunto, maschere, insieme a costumi caratteristici e che si esprimono con gesti codificati.
Le maschere della Commedia dell'arte provengono da una stilizzazione della maschera del volto del demonio, questo per quanto riguarda le maschere degli Zanni. In altri casi, come ad esempio per Pantalone o Pulcinella, è soltanto una grottesca caricatura del tipo teatrale rappresentato. Il rapporto tra la maschera del demonio (nel caso delle sacre rappresentazioni) o il volto animalesco del demonio nell'iconografia del '400-'500, è palese, anche se la maschera dello Zanni perde le caratteristiche corna del diavolo (ma un resto di un cornetto è sempre presente nelle maschere zannesche, come in quella di Arlecchino). Alcuni personaggi femminili, come Colombina, rientrano nella categoria delle maschere pur non indossandone una: in questo caso, l'elemento caratterizzante sono le stilizzazioni di movimento e di recitazione, che rendono il personaggio molto diverso dai personaggi ordinari (per esempio, le  coppie classiche di amorosi).
Nei teatri veneziani del '700, gli inservienti teatrali portavano anch'essi una maschera e un tricorno. Da questo, si indica comunemente col termine maschera anche l'inserviente teatrale che si occupa dell'accompagnamento e sistemazione del pubblico in sala.

## Personaggi più noti della commedia dell'arte italiana
Le maschere più celebri della commedia dell'arte italiana sono:

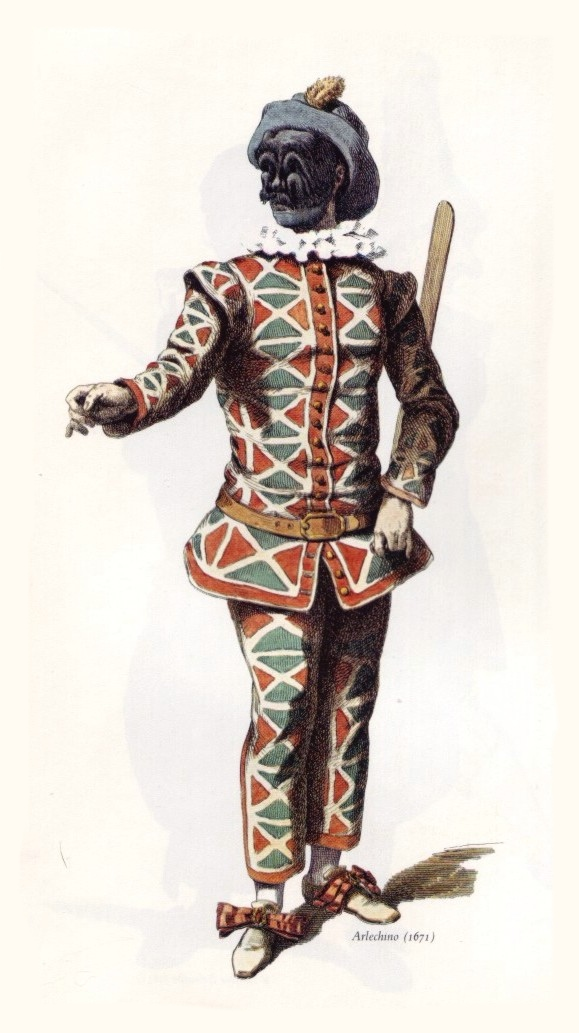
Arlecchino

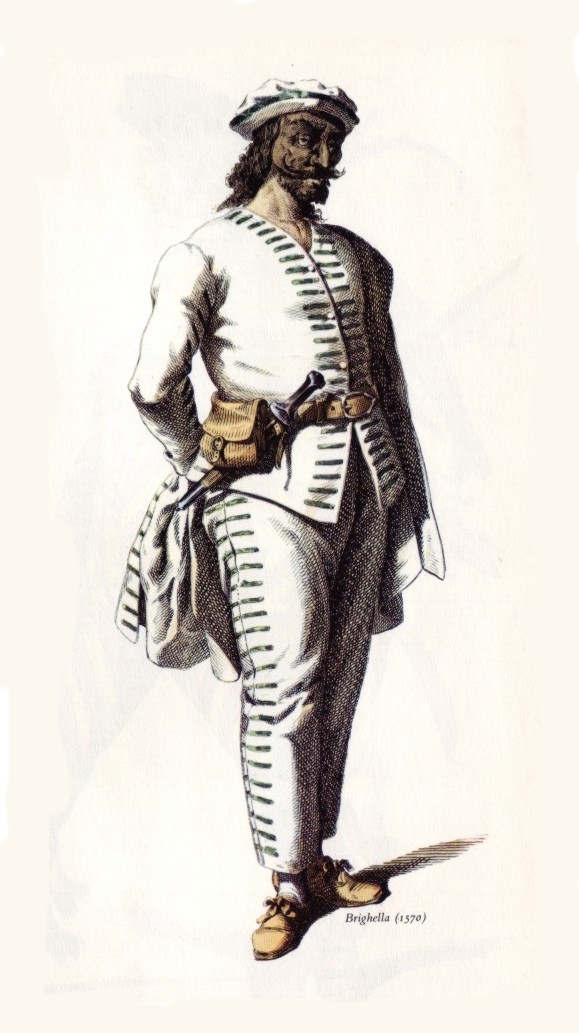
Brighella

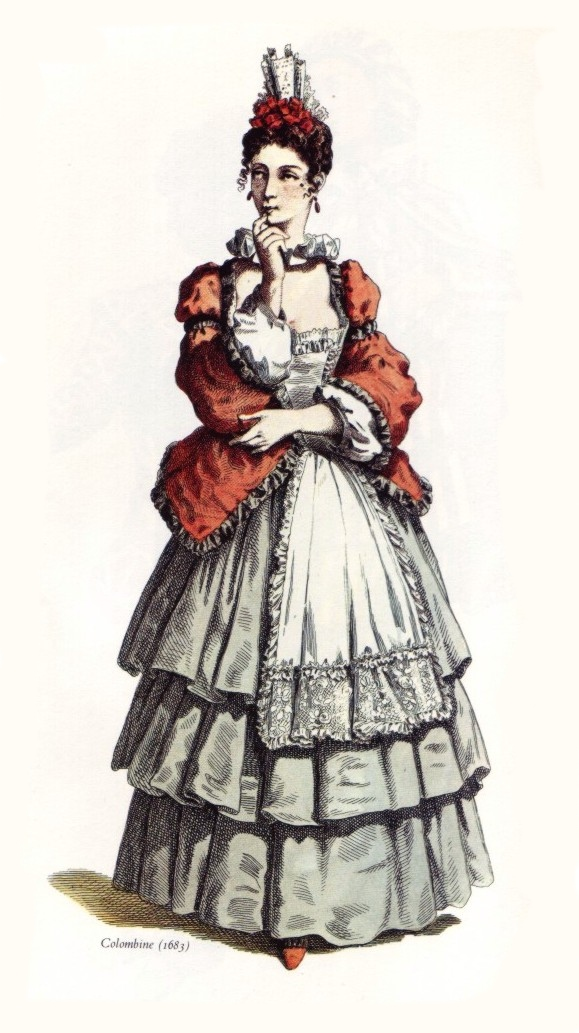
Colombina

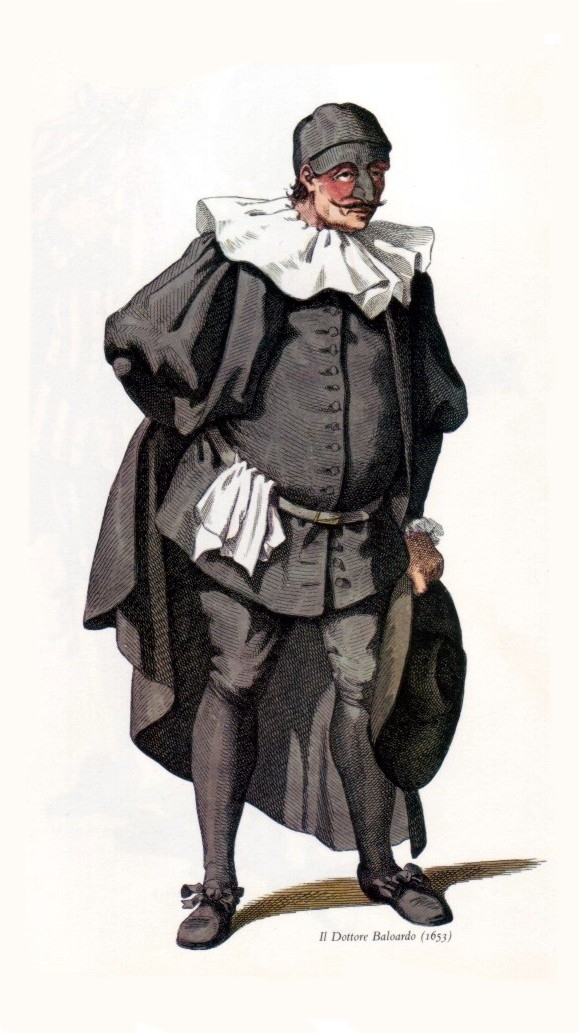
Balanzone

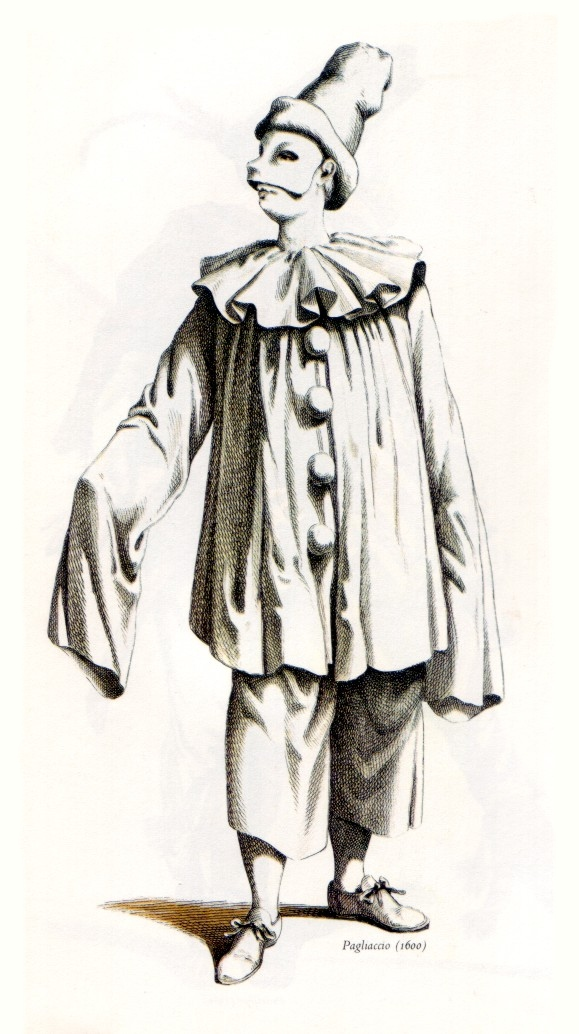
Pulcinella

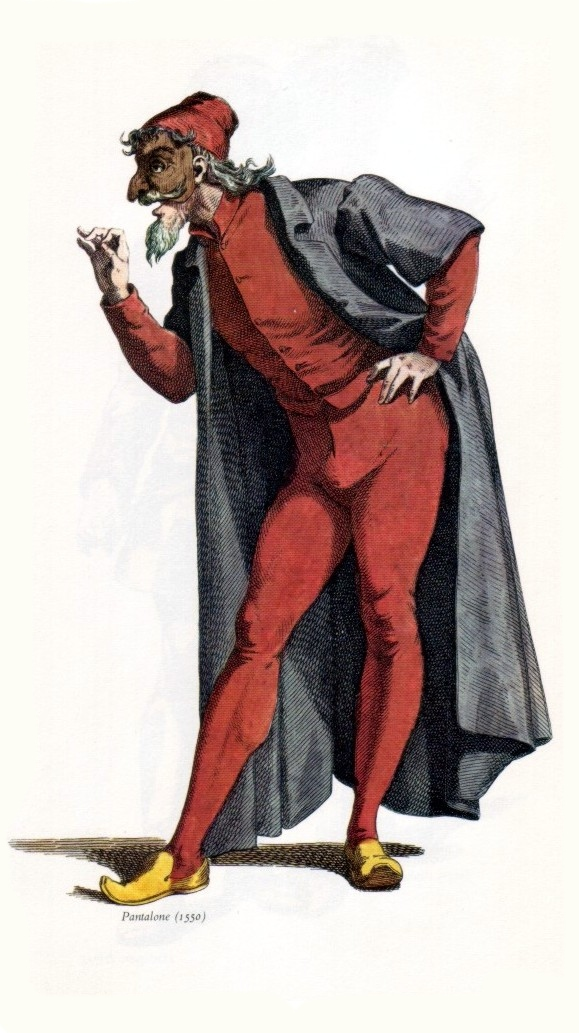
Pantalone

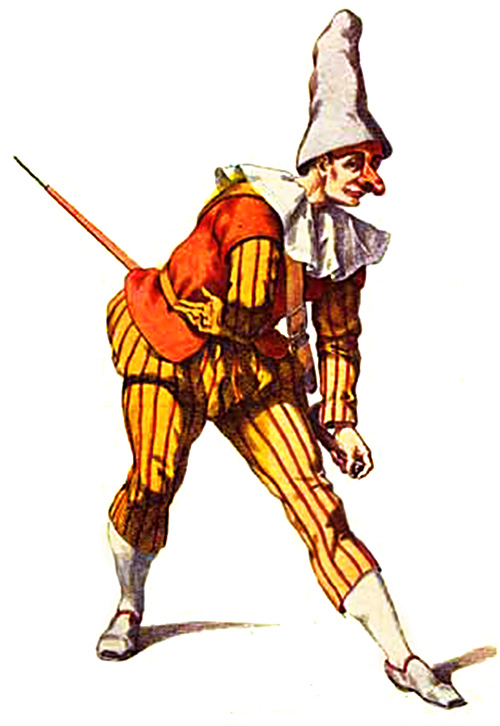
Giangurgolo

- Arlecchino, notissima maschera bergamasca, è il servo imbroglione, perennemente affamato; per lui Carlo Goldoni scrisse Il servitore di due padroni.
- Abbattazzu.
- Balanzone, maschera bolognese, conosciuto anche come il Dottore, è un personaggio serioso e presuntuoso.
- Beltrame, è una maschera di origine milanese nata nel Cinquecento.
- Brighella, anch'egli bergamasco, spesso nei panni di "primo Zanni", è il servo furbo, in contrapposizione con il "secondo Zanni", Arlecchino.
- Il capitano è il militare spaccone e buffonesco, simile al "Miles gloriosus" plautino fra i Capitani più celebri ci sono Capitan Spaventa, Capitan Fracassa, Capitan Matamoros, Capitan Rodomonte, Capitan Cardone e Rugantino (variazione del Capitano, visto nella sua forma più popolare).
- Cassandro è una maschera di "vecchio", come Pantalone, e ha caratteristiche simili a quest'ultimo.
- Colombina è la servetta veneziana. Fa spesso coppia con Arlecchino, e le sue doti sono la malizia e una certa furbizia e senso pratico.
- Coviello, Cetrullo Cetrulli, Ciavala, Gazzo o Gardocchia, ha avuto ruoli diversi, dal servo sciocco al padre di famiglia.
- Dosseno.
- Farinella, maschera di Putignano (Ba).
- Francatrippa, secondo Zanni simile ad Arlecchino.
- Frittellino, primo Zanni di origine ferrarese.
- Galbusera, maschera monzese di fine Ottocento.
- Gioppino, raffigurato con tre gozzi, maschera di Bergamo.
- Gianduja, maschera popolare torinese di origini astigiane.
- Giangurgolo, maschera calabrese, ha una maschera con un naso enorme, cosa che in parte lo accomuna agli Zanni.
- Giròni, maschera di Cuneo, padre di Gianduja.
- Larinella.
- Macco.[2]
- Meneghino è la maschera 'simbolo' della città di Milano, la sua fama è dovuta in gran parte alle commedie di Carlo Maria Maggi.
- Mezzettino, Zanni furbo e imbroglione.
- Nane Caregheta, maschera di Treviso nota per la sua capacità di mediatore e gran bevitore, porta con sé una sedia impagliata per trovare posto ad ogni tavolo.
- Nannu.
- Nappa.
- Pantalone, o il Magnifico, è una famosissima maschera veneziana. Anziano mercante, entra spesso in competizione con i giovani nel tentativo di conquistare qualche giovane donna.
- Peppe Nappa, maschera tipica siciliana. Mangione e scaltro riesce sempre a tirarsi fuori da ogni impiccio.
- Pierrot, o Pedrolino, nasce come Zanni modificandosi poi nel famoso personaggio romantico grazie al mimo Jean-Gaspard Debureau.
- Pulcinella, in versione francese Polichinelle e in quella inglese Punch, è la notissima maschera napoletana. Una delle più famose, forse la più famosa per riconoscibilità e per caratteristiche caratteriali e comportamentali. Servo spesso malinconico, mescola le caratteristiche del servo sciocco con una buona dose di saggezza popolare.
- Rosaura, figlia adorata di Pantalone, abita a Venezia in un palazzo bellissimo. La ragazza è molto chiacchierona, abbastanza irascibile, gelosa, vanitosa ed innamorata di Florindo. Il suo amore, però, è contrastato dal padre che vede in Florindo solo un nobile cavaliere senza denari. Spesso Rosaura, con la complicità di Colombina, invia di nascosto, all'amato, le sue lettere d'amore.
- Scaramuccia (Scaramouche) è una maschera italiana, ma che riscosse un grande successo in Francia, ed entra nel novero dei Capitani.
- Scapino, maschera resa popolare da Molière, compare quasi sempre con uno strumento musicale.
- Stenterello, maschera fiorentina che ebbe molta fortuna in Toscana tra la fine del Settecento e tutto il secolo successivo.
- Tabarrino, di origini veneziane, successivamente diffusosi in Francia con il nome di Tabarin.
- Tartaglia, di origini genovesi ma popolarissimo come maschera napoletana, è mezzo cieco e balbuziente, entra tra il numero dei "vecchi" spesso nel ruolo del notaio.
- Truffaldino, secondo Zanni settecentesco.
- Zanni, personaggio del teatro comico dell'antica Roma, in seguito divenuto maschera della commedia dell'arte. È la più antica maschera del servo, da cui si sono originati nel tempo molti altri personaggi. Nel Seicento il suo ruolo si sdoppiò nel "primo Zanni", furbo e maneggione, e il "secondo Zanni", spesso più sciocco e pasticcione, caratterizzato dai lazzi e dalle acrobazie. Uno degli Zanni più celebri fu Alberto Naselli detto Zan Ganassa, capocomico della prima compagnia del Duca di Mantova. Nel teatro contemporaneo è di grande importanza la presenza di Zan Zanni, portato sulle scene da Siria Lentini, che ne rappresenta l'archetipo capace di raccontare la storia del teatro nell'evoluzione del tempo e della forma.

## Mascherai
- Amleto Sartori
- Donato Sartori
- Pierangelo Summa
- Robin Summa
- Stefano Perocco di Meduna
- Renzo Sindoca
- Giancarlo Santelli
- Andrea Cavarra
- Antonio Fava
- Renzo Pardini
- Ezio Flammia